# Đại thống tướng Hoa Kỳ

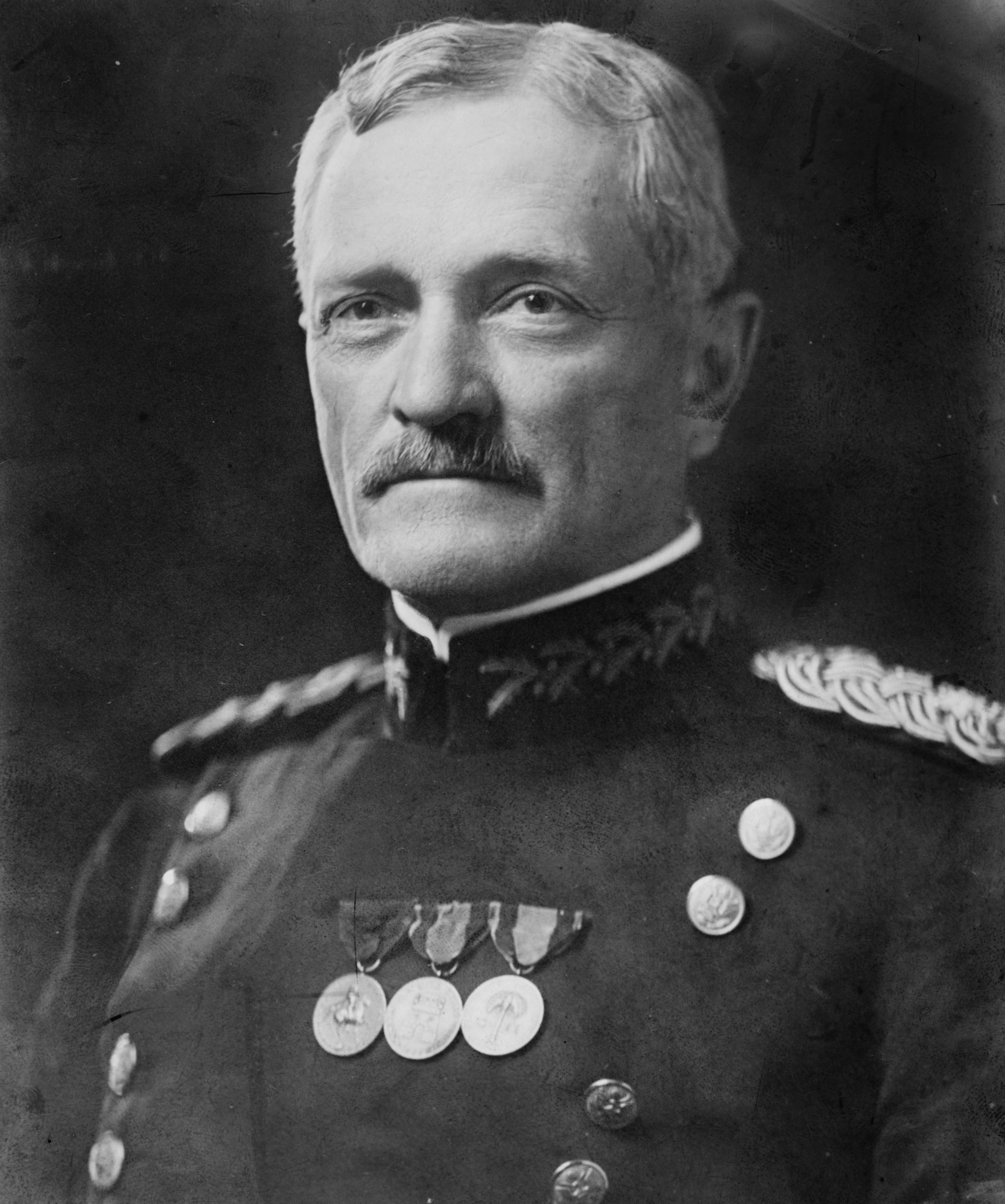
Đại thống tướng John Pershing

Đại Thống tướng Hoa Kỳ (General of the Armies of the United States) là cấp bậc quân sự cao nhất có thể trong hệ thống cấp bậc quân sự của Hoa Kỳ, tương đương cấp bậc Tổng thống lĩnh (Generalissimo) ở một số quốc gia khác. John J. Pershing là người đầu tiên và duy nhất thụ phong quân hàm này trên thực tế. Ngoài ra, để tôn phong cho vị Tổng tư lệnh và Tổng thống đầu tiên của Hoa Kỳ, Quốc hội Hoa Kỳ cũng truy phong cấp bậc này cho George Washington nhân kỷ niệm 200 năm lập quốc.

### John J. Pershing
John J. Pershing (13 tháng 9 năm 1860 – 15 tháng 7 năm 1948), vị tướng cao cấp của Quân đội Hoa Kỳ trong Chiến tranh thế giới thứ nhất, được thăng cấp "General of the Armies of the United States" năm 1919 để công nhận công trạng của ông với vai trò tư lệnh Lực lượng Viễn chinh Mỹ. Pershing hồi hưu khỏi Quân đội Hoa Kỳ với cấp bậc đó vào 13 tháng 9 năm 1924 và giữ nó đến khi mất vào năm 1948.

### Quân hàm
Tướng Pershing được quyền chọn quân hàm riêng cho vị trí mới của mình. Ông chọn tiếp tục mang 4 sao của một Đại tướng, nhưng bằng vàng thay vì là 4 sao bạc như các đại tướng thông thường khác.
Quy định của Quân đội 600-35 về Cá nhân: Đồng phục cho phép, ngày 12 tháng 10 năm 1921, và những thay đổi sau đó trong suốt sinh thời của Tướng Pershing, không có nhắc đến quân hàm cho Đại Thống tướng nhưng chỉ nêu ra là các tướng quân sẽ mang 4 sao.
Ngày 14 tháng 12 năm 1944, khi cấp bậc Thống tướng (General of the Army) được thiết lập, Quy định của Quân đội 600-35 được đổi để cho phép các Thống tướng mang 5 sao bạc. Tướng Pershing tiếp tục mang chỉ 4 sao bằng vàng, nhưng ông vẫn giữ vị trí hơn hẳn tất cả mọi người trong Quân đội Hoa Kỳ cho đến khi mất vào năm 1948.

Quân hàm phỏng đoán của Đại Thống tướng

Năm 1945, Viện Đặc trách về Phù hiệu (Institute of Heraldry) đã chuẩn bị một quân hàm phỏng đoán trong đó ngôi sao thứ sáu được chen vào trong mẫu quân hàm Thống tướng 5 sao. Vì không có một đề nghị bổ nhiệm một Đại Thống tướng được phát triển chắc chắn nên Quân đội Hoa Kỳ chưa bao giờ chính thức chấp thuận quân hàm tướng 6 sao.

### Cấp bậc tướng 6 sao?
Trong suốt Chiến tranh thế giới thứ hai Quân đội Hoa Kỳ đã thiết lập cấp bậc tướng 5 sao cho Thống tướng (General of the Army). Theo thứ tự cấp cao, Quân đội Hoa Kỳ quyết định Tướng Pershing (vẫn còn sống khi cấp bậc Thống tướng được thiết lập năm 1944) sẽ có cấp bậc trên tất cả các sĩ quan mới được thăng chức Thống tướng. Bộ trưởng Chiến tranh Hoa Kỳ lúc bấy giờ là Henry L. Stimson có nói:
Dường như ý định của Quân đội là xếp "General of the Armies" (Đại Thống tướng) trên cấp "General of the Army" (Thống tướng). Tôi có khuyến cáo Quốc hội rằng Bộ Chiến tranh nhất trí hành động được đề nghị này.
Cấp bậc Thống tướng cũng tạo câu hỏi có nên xem Đại Thống tướng là một cấp bậc tướng 6 sao. Một số người cho rằng Tướng Pershing trên cấp bậc các Thống tướng 5 sao thì có nghĩa là Đại Thống tướng là một cấp bậc 6 sao. Tuy nhiên, người ta cho rằng Đại Thống tướng là một cấp bậc 5 sao, và Tướng Pershing cao cấp hơn là vì ông ta lấy được cấp bậc này sớm hơn các tướng 5 sao khác.
Khi cấp bậc Thống tướng 5 sao được thiết lập, Bộ trưởng Chiến tranh Stimson được hỏi có phải Tướng Pershing là một tướng 6 sao hay không. Stimson trả lời rằng vì Pershing không còn hiện dịch trong quân đội và chưa bao giờ mang quân hàm hơn 4 sao, ông không nên xem là giữ cấp bậc 6 sao.
Tuy nhiên, theo suy đoán thì nếu như Hoa Kỳ thiết lập cấp bậc tướng 6 sao thì có lẽ gần như đã xảy ra với trường hợp Tướng Douglas MacArthur.

### Douglas MacArthur

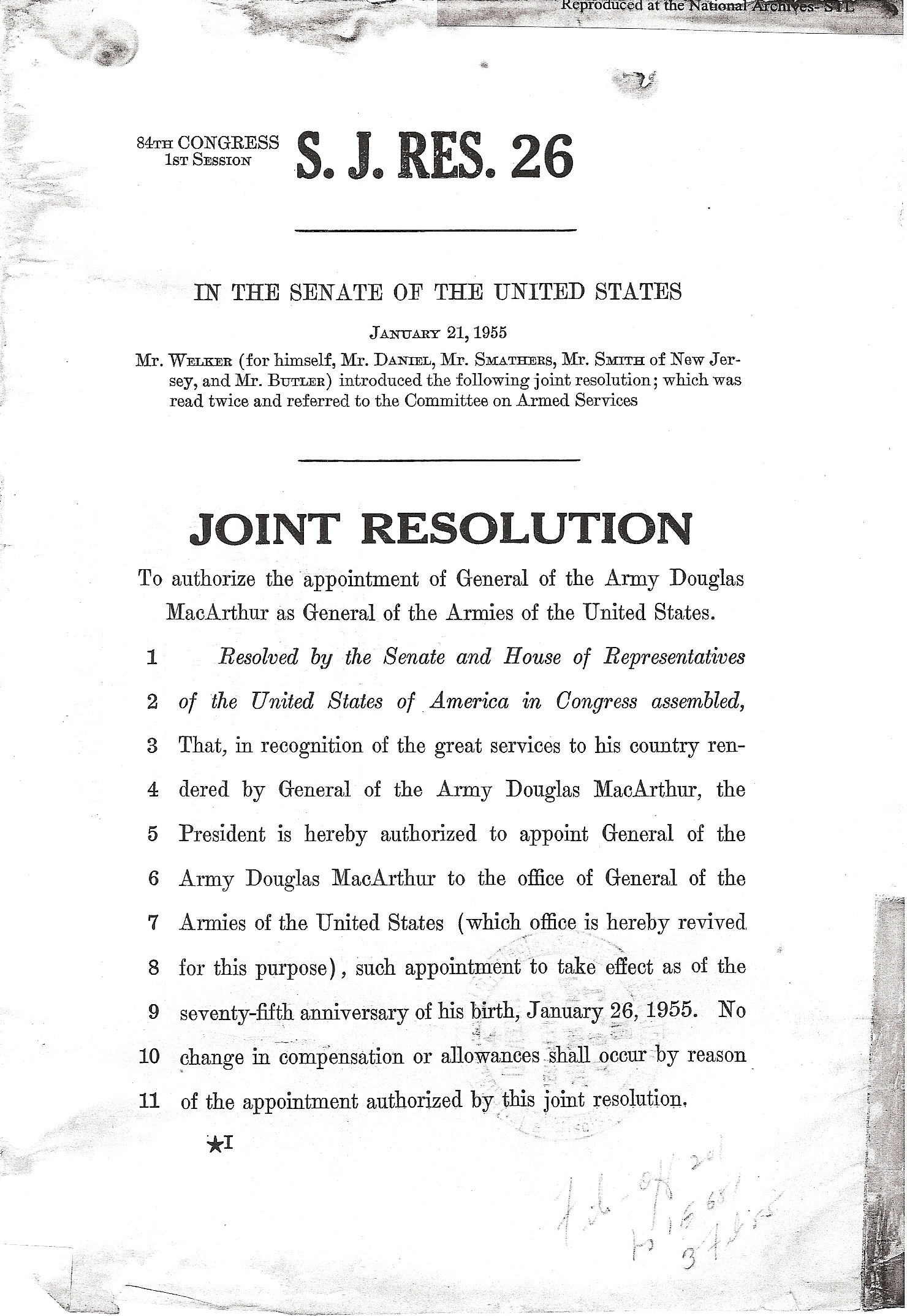
Lệnh thăng chức Douglas MacArthur nhận cấp bậc Đại Thống tướng

Năm 1945, trong một phần chuẩn bị kế hoạch xâm chiến Nhật Bản có tên là Chiến dịch Sụp đổ (Operation Downfall), một đề nghị đã được thảo luận tại Bộ Chiến tranh Hoa Kỳ thăng Tướng Douglas MacArthur lên cấp bậc Đại Thống tướng. Tuy nhiên, sau vụ sử dụng bom nguyên tử vào tháng 8 năm 1945, lời đề nghị bị bãi bỏ.
Vấn đề lại được đưa lên vào năm 1955, khi Quốc hội Hoa Kỳ cứu xét một dự luật cho phép Tổng thống Dwight D. Eisenhower thăng MacArthur lên cấp bậc Đại Thống tướng để ghi nhận nhiều năm phục vụ của ông. Vào lúc đó, Tổng Biện lý Quân đội cảnh cáo rằng nếu như MacArthur chấp thuận việc thăng chức lên cấp bậc mới, ông ta sẽ mất phần nhiều tiền hồi hưu các phúc lợi có liên quan đến cấp bậc đã được xác định kiên định hơn của chức Thống tướng 5 sao mà ông vẫn còn giữ. Bộ Tổng tham mưu Quân đội cũng quan tâm rằng George C. Marshall là cấp trên của MacArthur và rằng nếu như MacArthur được thăng Đại Thống tướng thì một biện pháp tương tự phải được thông qua để thăng Marshall như vậy. Vì nhiều lý do phức tạp, MacArthur từ chối thăng chức và dự luật thăng chức cho ông cũng bị bãi bỏ.
Nhưng một số người vẫn tiếp tục nỗ lực để MacArthur được vinh thăng. Đài tưởng niệm MacArthur tại Norfolk, Virginia có vô số thư từ đang được lưu trữ từ năm 1962 đến 1964 của những người chủ trương (phụ tá và cộng sự của MacArthur và những người khác) và quan chức chính phủ cố gắng tranh thủ việc thăng chức 6 sao cho MacArthur. Trong những bức thư, trong phần mục lục kỷ lục quốc hội từ tháng 2 năm 1962 (trang A864-A865), và trong dự luật thăng chức cho MacArthur, việc thăng chức này được ám chỉ luân phiên bằng "tướng sáu sao" và "Đại Thống tướng". Thậm chí những người ủng hộ còn lấy được một lá phiếu ủng hộ trung lập từ cựu Tổng thống Harry Truman (có nghĩa là Truman sẽ không ủng hộ hay tìm cách chống đối việc thăng chức này). Các nỗ lực của những người ủng hộ việc thăng chức sau cùng bị tiêu tan khi Tổng thống John F. Kennedy bị ám sát và rồi MacArthur qua đời năm 1964.

### George Washington

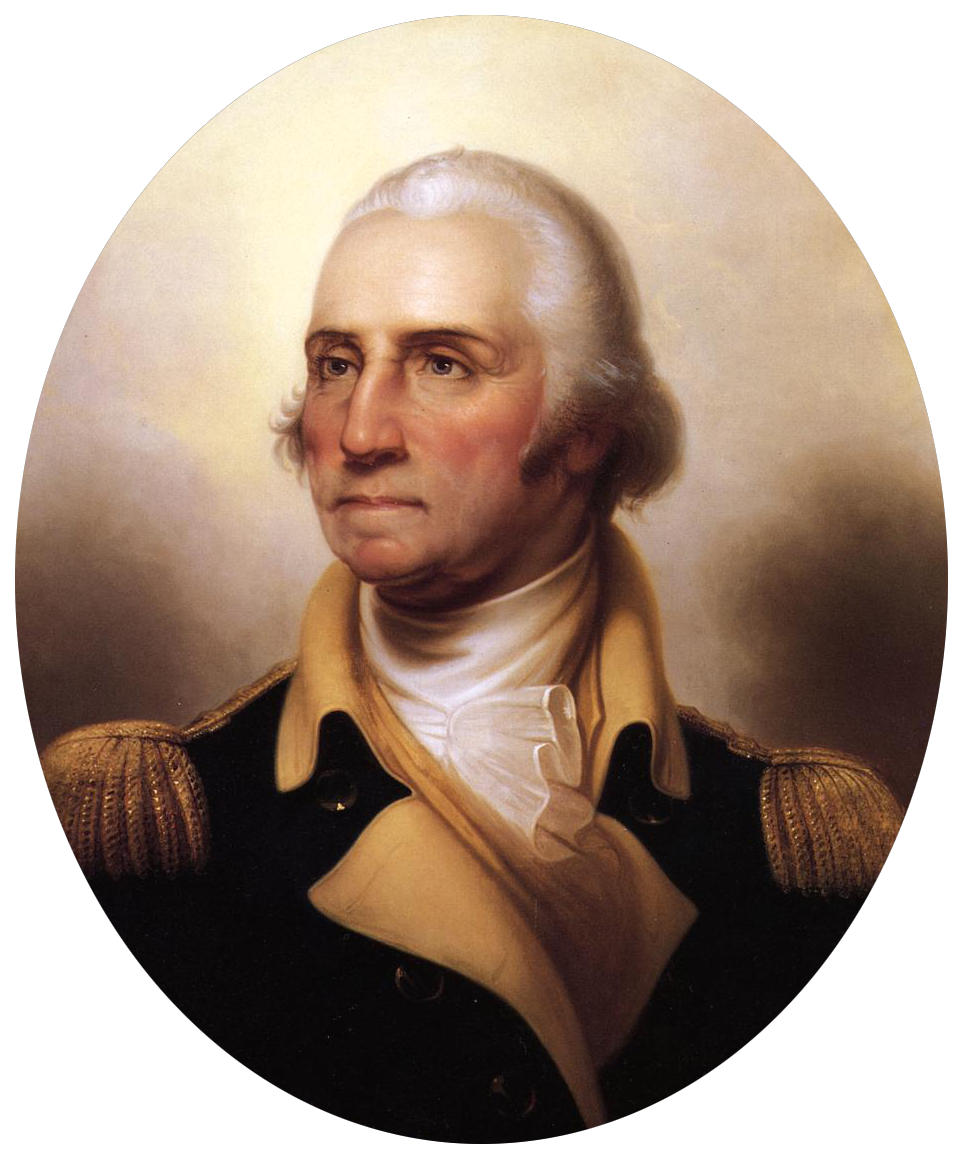
George Washington

Suốt cuộc đời của ông, George Washington (22 tháng 2 năm 1732 – 14 tháng 12 năm 1799) chưa bao giờ giữ cấp bậc Đại Thống tướng (General of the Armies). Trong cuộc Chiến tranh Cách mạng Mỹ (American Revolutionary War), ông giữ chức "Tướng quân và Tổng tư lệnh" Quân đội Lục địa (Continental Army).
George Washington không phải trả lời trước Quốc hội Lục địa hay Chủ tịch Quốc hội trong lúc chỉ huy Quân đội Lục địa. Về mặt này, George Washington là người duy nhất trong lịch sử Hoa Kỳ thiết thực chỉ huy tất cả các binh chủng quân sự của Hoa Kỳ với quyền lực tuyệt đối.
Một năm trước khi mất, Washington được Tổng thống John Adams bổ nhiệm cấp bậc trung tướng trong cuộc chiến gọi là Chiến tranh Nửa mùa với Pháp (Quasi-War). Washington chưa bao giờ thực hiện quyền hành dưới cấp bậc mới của mình, tuy nhiên, Adams bổ nhiệm ông để hù dọa người Pháp.
Sau Chiến tranh thế giới thứ hai là lúc có sự giới thiệu các tướng lãnh Hoa Kỳ với cấp bậc 5 sao đã đẩy Washington xuống cấp bậc dưới, cả Quốc hội Hoa Kỳ và Tổng thống nêu lên vấn đề cấp bậc của Washington với tình trạng hiện thời. Để duy trì vị trí thích hợp của George Washington ở hàng đầu, ông được vinh thăng sau khi chết lên Đại Thống tướng với Giải pháp phối hợp của quốc hội "Công luật 94-479" ngày 19 tháng 1 năm 1976, được Tổng thống Gerald Ford ký chấp thuận vào ngày 11 tháng 10 năm 1976. "Sắc lệnh 31-3" của Bộ Lục quân (Department of the Army) đưa ra ngày 13 tháng 3 năm 1978 đã ấn định ngày bổ nhiệm có hiệu lực ngày 4 tháng 7 năm 1976.
Cấp bậc này nhằm bảo đảm không có một sĩ quan quân sự nào của Hoa Kỳ vượt cấp bậc của George Washington.

### Hải quân Hoa Kỳ
Trong Hải quân Hoa Kỳ, cấp bậc tương đượng của Đại Thống tướng (General of the Armies) là cấp bậc Đại Thủy sư Đô đốc (Admiral of the Navy). Cấp bậc này chỉ có một người giữ trong lịch sử, đó là George Dewey.
Cũng giống như trường hợp cấp bậc Đại Thống tướng, một đề nghị đã được đưa ra trongChiến tranh thế giới thứ hai nhằm đưa cấp bậc Đại Thủy sư Đô đốc thành cấp bậc tướng 6 sao với tên gọi là Flag Admiral. Chester Nimitz được xem xét qua cho vị trí này, nhưng lời đề nghị sau đó bị Bộ Hải quân Hoa Kỳ bãi bỏ trước khi cuộc chiến kết thúc, và từ đó không còn được khơi lại.